# Area metropolitana di Torino

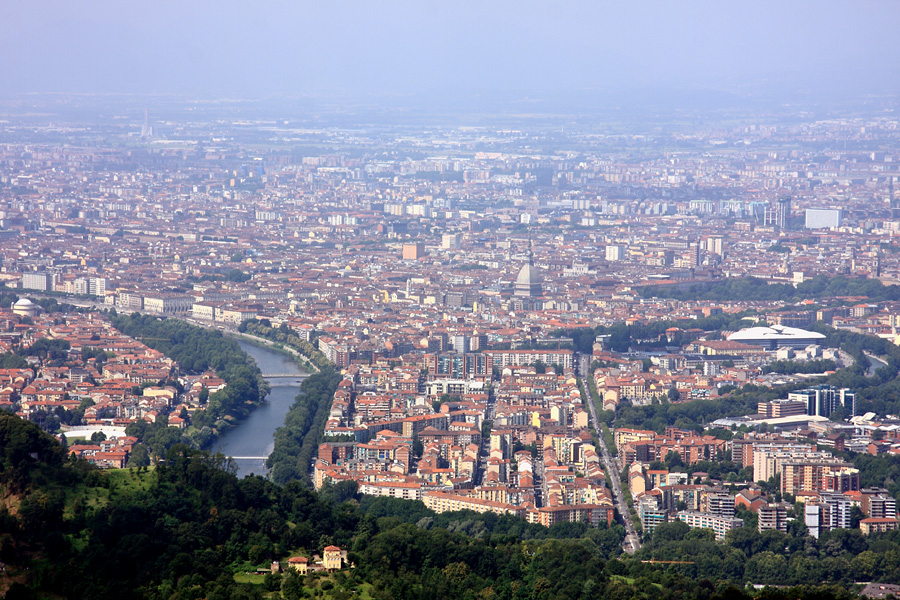
Torino vista dal colle di Superga

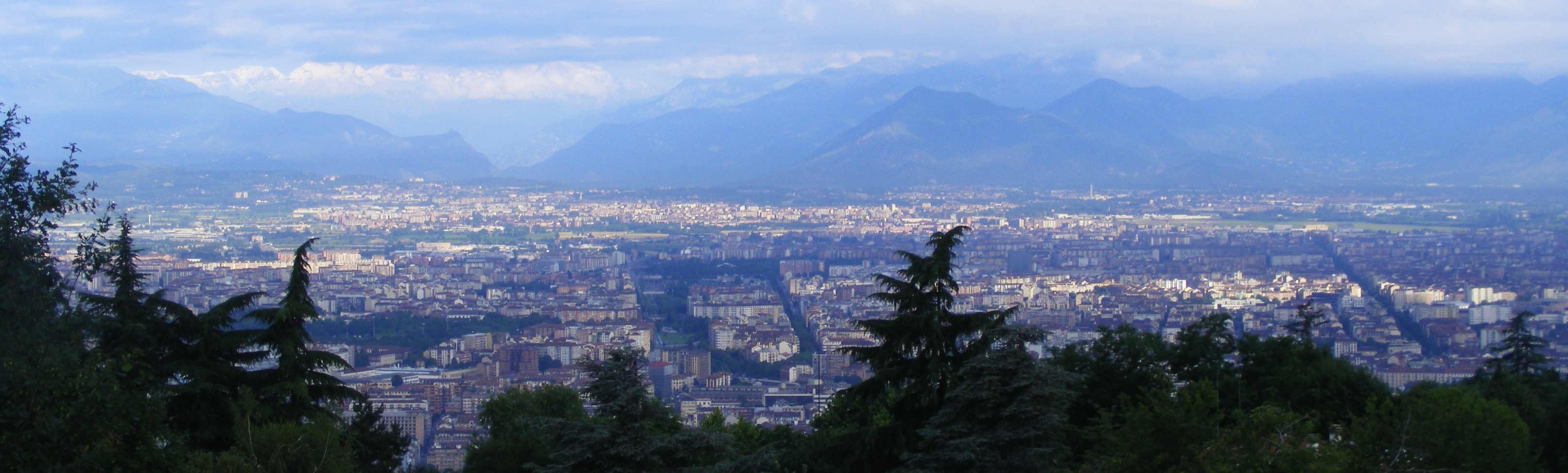
La conurbazione torinese vista da est (sponde del Po) ad ovest (sbocco della Val di Susa sulla pianura)

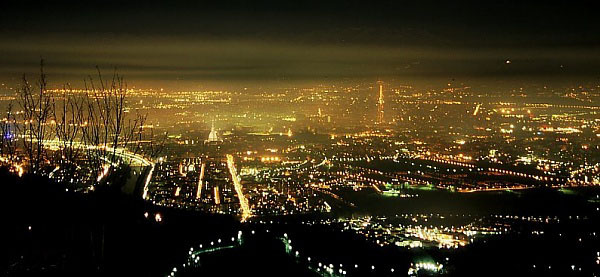
Panorama notturno di Torino dal colle di Superga

L'area metropolitana di Torino è una conurbazione dovuta alla continuità urbana (prima cintura) e all'interazione sociale ed economica di alcuni comuni della seconda cintura torinese e la stessa città di Torino.
Non va confusa con la città metropolitana di Torino, ente territoriale istituito dalla legge statale n. 56 del 2014 (la cosiddetta "legge Delrio") e coincidente col territorio della precedente omonima provincia. La si può considerare piuttosto come l'hinterland torinese.

## Approfondimenti
I comuni della città metropolitana di Torino che rimangono fortemente integrati alla città di Torino per continuità urbana sono (in senso antiorario partendo da nord-est) San Mauro Torinese, Settimo Torinese, Venaria Reale, Pianezza, Collegno, Alpignano, Caselette, Rivoli, Grugliasco, Orbassano, Beinasco, Nichelino, Moncalieri.
L'area metropolitana ha valore esclusivamente statistico. Esiste però l'Agenzia Mobilità Metropolitana Torino, un consorzio tra enti locali nato nel 2003. Compito dell'agenzia è quello di migliorare e ottimizzare il trasporto pubblico nell'area metropolitana di Torino.

## Collocazione geografica
L'Area metropolitana di Torino è situata nel Nord Ovest dell'Italia, interamente in territorio piemontese.
È attraversata da tre fiumi minori, Dora Riparia, Sangone, Stura di Lanzo, oltreché dal fiume Po. Il territorio è prevalentemente pianeggiante se non ad est di Torino dove è collinare, mentre a ovest dopo il territorio del comune di Rivoli, comincia a salire la Val di Susa.
L'Area metropolitana di Torino è in una posizione decentrata rispetto al Nord Italia e chiusa dall'arco alpino; tuttavia deve la sua fortuna al fatto che rimane sul percorso più pratico che collega l'Italia alla Francia tramite i valichi alpini prima e il traforo del Frejus poi. Torino nasce infatti già nell'epoca romana come accampamento strategico.

## Prima e seconda cintura
L'Osservatorio demografico territoriale del Piemonte identifica una "prima" e una "seconda" cintura di comuni che circondano Torino. Nella tabella che segue sono riportati in senso antiorario partendo da est. 

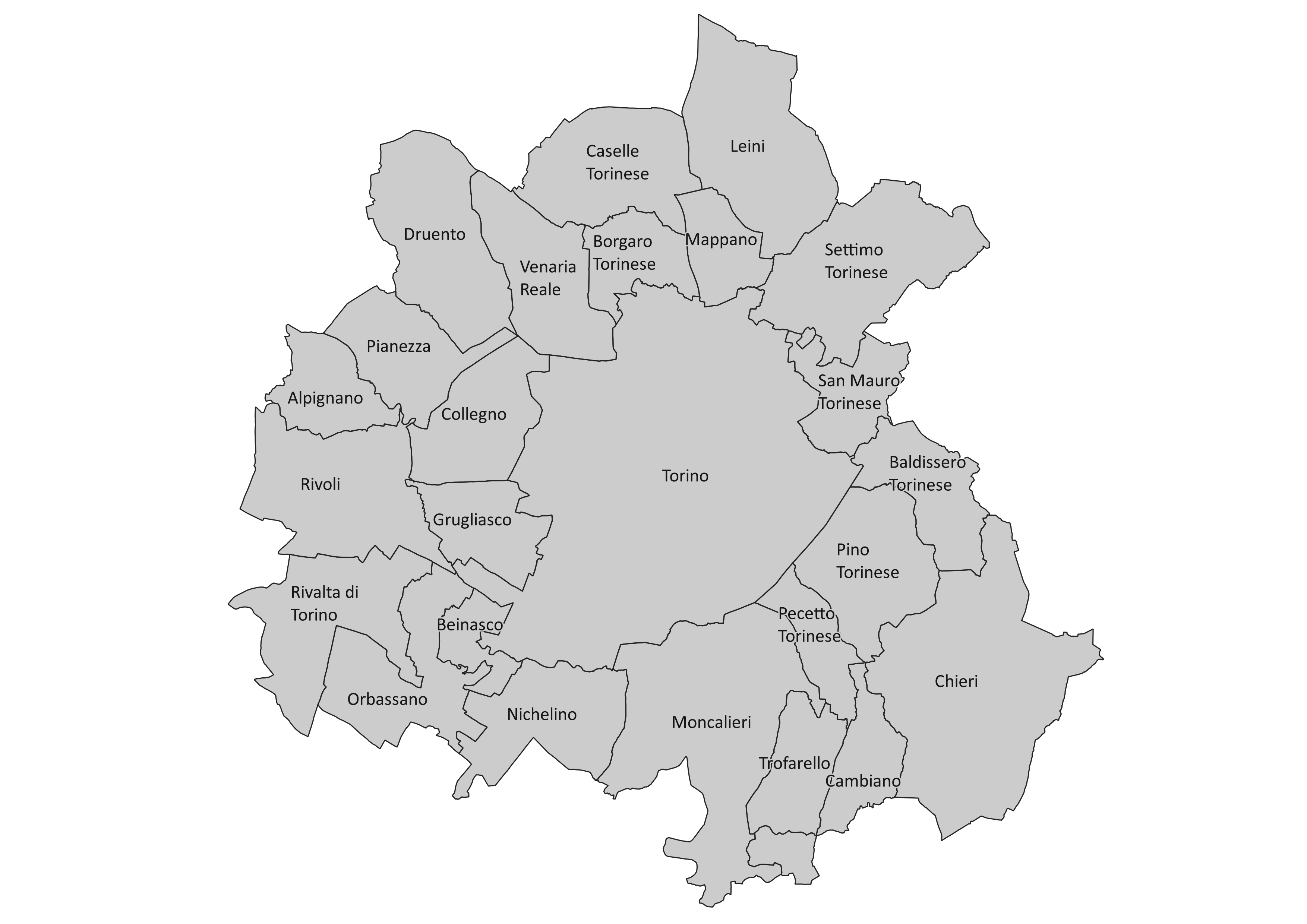
Prima cintura

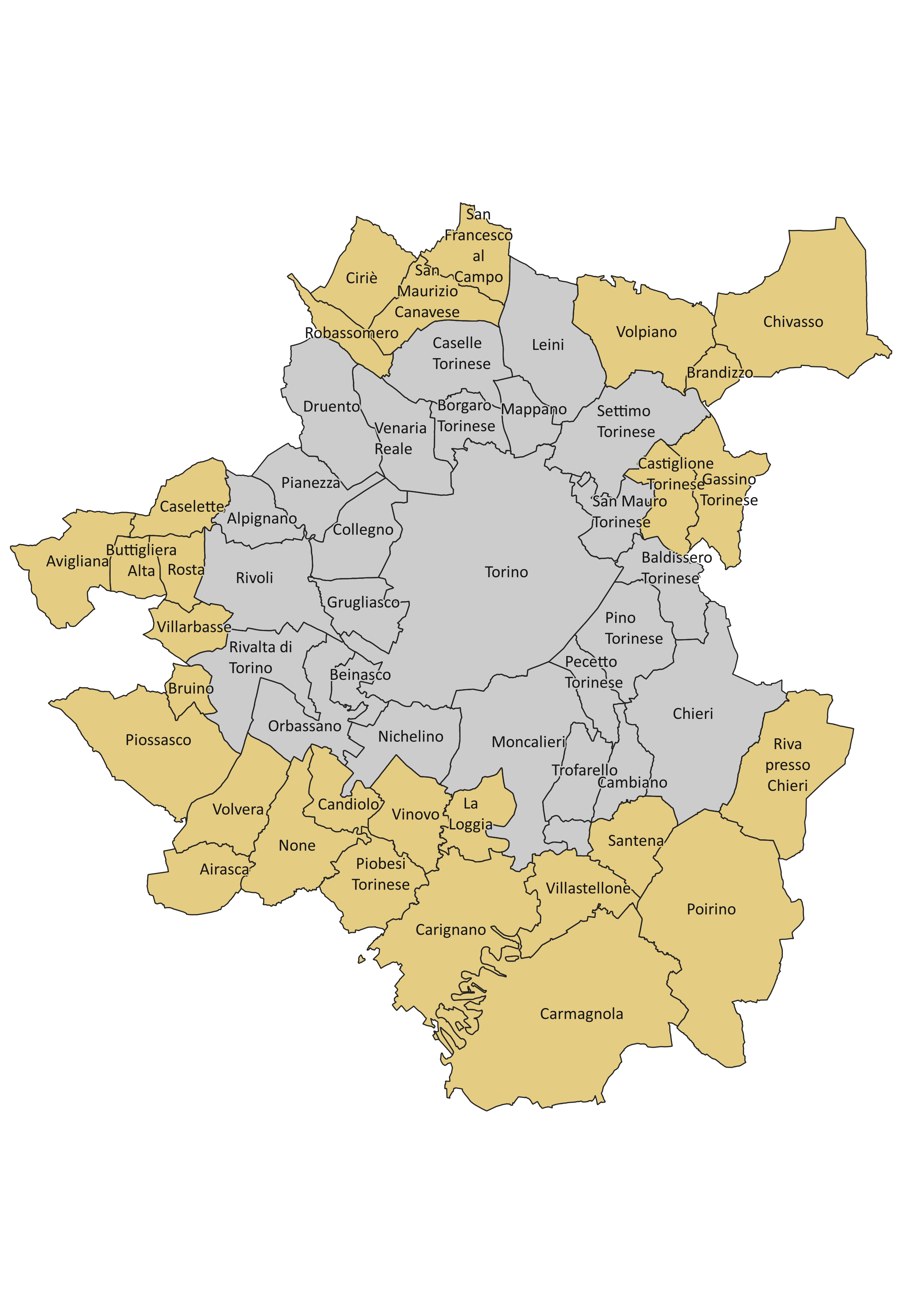
Prima e seconda cintura

| Prima cintura       | Superficie (in km²) | Popolazione |
| ------------------- | ------------------- | ----------- |
| Torino              | 130,17              | 838 974     |
| San Mauro Torinese  | 12,55               | 18 658      |
| Settimo Torinese    | 31,46               | 45 847      |
| Mappano             | 9,73                | 7 370       |
| Leini               | 31,90               | 16 300      |
| Borgaro Torinese    | 11,18               | 11 773      |
| Caselle Torinese    | 23,58               | 13 841      |
| Venaria Reale       | 20,3                | 32 261      |
| Druento             | 27,7                | 9 015       |
| Alpignano           | 11,92               | 16 516      |
| Pianezza            | 16,5                | 15 475      |
| Rivoli              | 29,5                | 47 000      |
| Collegno            | 18,1                | 48 324      |
| Grugliasco          | 13,1                | 36 924      |
| Rivalta di Torino   | 25,3                | 20 259      |
| Beinasco            | 6,8                 | 17 447      |
| Orbassano           | 22,1                | 23 056      |
| Nichelino           | 20,6                | 46 298      |
| Moncalieri          | 47,0                | 56 100      |
| Trofarello          | 12,3                | 10 571      |
| Cambiano            | 14,2                | 5 889       |
| Pecetto Torinese    | 9,2                 | 4 022       |
| Chieri              | 54,3                | 35 868      |
| Pino Torinese       | 21,9                | 8 420       |
| Baldissero Torinese | 15,5                | 3 799       |
| Totale              | 636,42              | 1 390 007   |

| Seconda cintura        | Superficie (in km²) | Popolazione |
| ---------------------- | ------------------- | ----------- |
| Castiglione Torinese   | 14,2                | 6 516       |
| Gassino Torinese       | 20,5                | 9 300       |
| Brandizzo              | 6,4                 | 8 677       |
| Chivasso               | 51,3                | 26 233      |
| Volpiano               | 32,4                | 15 243      |
| San Maurizio Canavese  | 17,5                | 10 278      |
| San Francesco al Campo | 15,0                | 4 856       |
| Cirié                  | 17,8                | 18 126      |
| Robassomero            | 8,4                 | 3 081       |
| Caselette              | 14,0                | 3 034       |
| Rosta                  | 9,0                 | 5 091       |
| Buttigliera Alta       | 8,3                 | 6 220       |
| Avigliana              | 23,3                | 12 349      |
| Villarbasse            | 10,4                | 3 530       |
| Bruino                 | 5,6                 | 8 439       |
| Piossasco              | 40,0                | 18 005      |
| Volvera                | 20,9                | 8 465       |
| Airasca                | 15,7                | 3 677       |
| None                   | 24,7                | 7 760       |
| Candiolo               | 11,9                | 5 587       |
| Piobesi Torinese       | 19,7                | 3 789       |
| Vinovo                 | 17,7                | 15 223      |
| La Loggia              | 12,8                | 8 778       |
| Carignano              | 51,8                | 9 078       |
| Carmagnola             | 96,3                | 28 212      |
| Villastellone          | 19                  | 4 422       |
| Santena                | 16,2                | 10 477      |
| Poirino                | 75                  | 10 164      |
| Riva presso Chieri     | 35                  | 4 732       |
| Totale                 | 710,8               | 279 342     |

## Economia
L'Area metropolitana torinese è fortemente incentrata sul capoluogo, sede di diverse multinazionali. Tra le più significative:
- Stellantis (costruttore di automobili, già FIAT)
- Lavazza (industria alimentare)
- Reale Mutua Assicurazioni, prima società assicuratrice in Italia ad operare in forma mutuale.
- Intesa Sanpaolo, con sede legale a Torino.

Restano attive nell'area di Torino, ma incorporate in gruppi con sede fuori dell'area torinese:
- Cassa di Risparmio di Torino (CRT), ora Gruppo UniCredit, con sede legale a Milano;

Torino in passato ha visto crescere nei propri confini comunali altre importanti realtà economiche italiane che però hanno progressivamente lasciato la città come
- SIP, poi Telecom Italia, oggi TIM, con sede legale a Milano.

## Trasporti

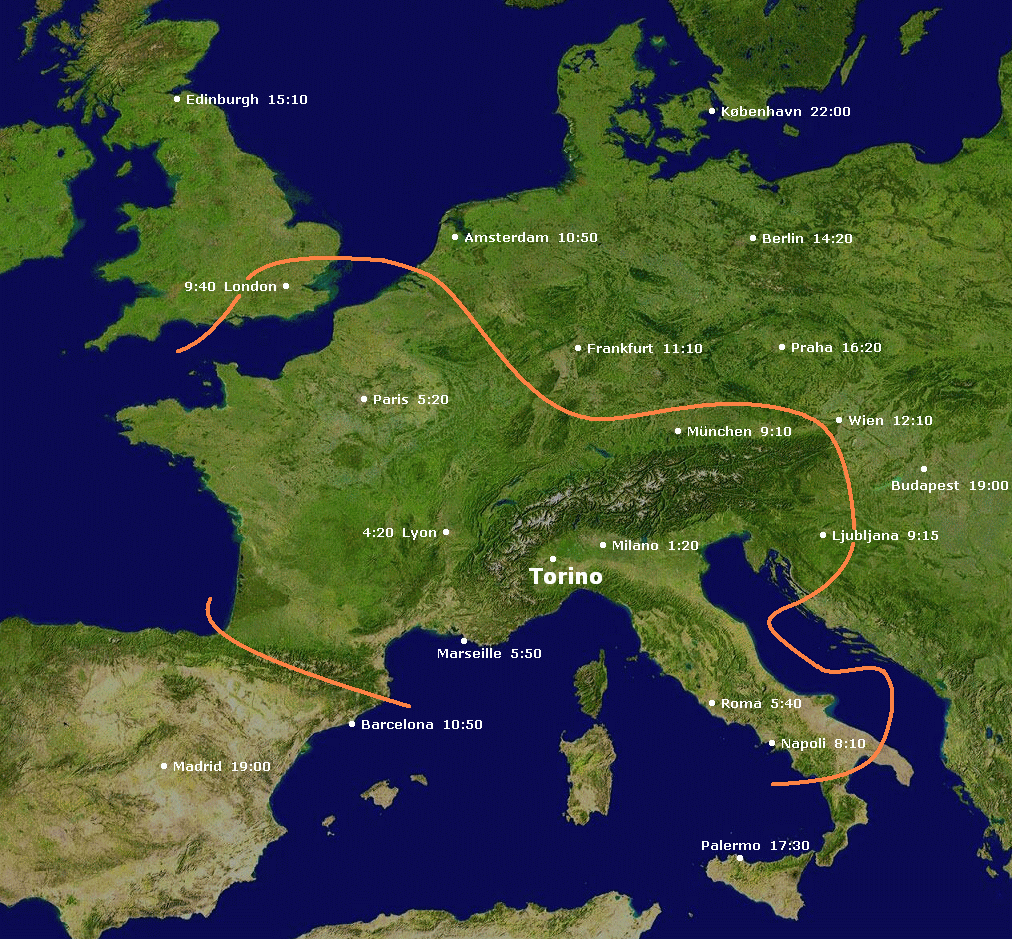
Distanze ferroviarie da Torino delle principali città dell'Europa occidentale, nel 2006. La linea di demarcazione arancione delimita le regioni raggiungibili entro 10 ore.

Torino è un importante nodo autostradale. Su di essa convergono 6 autostrade ed 1 raccordo autostradale:
- A4 Torino - Milano - Trieste
- A5 Torino - Aosta - Traforo stradale del Monte Bianco (T1)
- A6 Torino - Savona
- A21 Torino - Piacenza - Brescia
- A32 Torino - Bardonecchia - Traforo stradale del Frejus (T4)
- A55 Torino - Pinerolo
- RA10 Torino - Caselle Torinese - Aeroporto di Torino-Caselle

Le periferie nord, ovest e sud sono costeggiate da un sistema tangenziale di complessivi 57,5 km chiamato A55
Torino è il terzo nodo ferroviario italiano. La rete ferroviaria all'interno dei suoi confini è costituita principalmente da linee ferroviarie RFI, ma anche da linee locali GTT.
La tratta urbana di competenza GTT è quella che parte da Torino Dora sino alla periferia Nord al confine con il comune di Venaria Reale (direzione Caselle Torinese - Aeroporto Sandro Pertini - Ceres).
La stazione principale che serve tutta l'area è la stazione di Torino Porta Nuova, la più importante del nodo ferroviario torinese e terza stazione nazionale (con 192.000 transiti giornalieri e 70 milioni di frequentatori l'anno) dopo Roma e Milano.
Altra stazione di rilievo è quella di Torino Porta Susa, inserita nel contesto del passante ferroviario di Torino, servita dai treni ad alta velocità e nodo principale della città.
Per quanto riguarda il traffico aereo civile, Torino è servita dall'Aeroporto internazionale Sandro Pertini situato a Caselle Torinese e collegato alla città tramite la ferrovia Torino-Lanzo Torinese e dal Raccordo autostradale 10 che si connette alla Tangenziale Nord e a Corso Grosseto, uno dei maggiori assi di scorrimento interno.
Nel 2017 l'aeroporto ha registrato un movimento di oltre 4 milioni di passeggeri.

## Riserva della biosfera
Nel 2016 il parco del Po e la collina torinese sono state proclamate riserva della biosfera UNESCO, prima volta nell'ambito di un'area metropolitana d'Italia.